# Васильєв Василь Юхимович (генерал-лейтенант ЗС СРСР)
Василь Юхимович Васильєв (нар. 23 червня 1897 — 22 жовтня 1981) — радянський воєначальник. Один з охоронців Леніна у 1917-18 роках. Згодом на керівних військових посадах, поки у 1938 році не був репресований, пізніше, під час німецько-радянської війни відновлений у радянській армії з пониженням у званні. Генерал-лейтенант (з серпня 1953).

## Біографія
Народився в Санкт-Петербурзі, в сім'ї робітників, росіянин (за деякими джерелами уродженець м. Сизрань, а за національністю молдаванин).
У 1906 р, закінчивши 2-й клас заводський ремісничої школи, поступив учнем в слюсарно-ремонтні майстерні. У жовтні 1906 р перейшов в теслярських-столярний цех заводу «Тільманс» (металообробний завод братів Тільманс). Після арешту батька і родичів за участь у страйку 1905 року, деякий час після 1907 жив у родині М. І. Подвойського і родичів своєї матері — революціонерів Смидовича. У липні 1908 року був прийнятий на Путиловський завод в котельно-бруківну майстерню учнем до нагрівальника заклепок.
6 березня 1916 був заарештований і посаджений у Виборгську в'язниці за звинуваченням «в поширенні більшовицьких листівок і прокламацій на Путиловском заводі».2 березня 1916 р перевезений з іншими арештантами в район Старої Руси в 3-ю роту 178-го запасного полку, де проходив військову підготовку кулеметником. Незабаром був відправлений в дисциплінарний батальйон за антиурядову пропаганду. На початку липня 1916 р дисциплінарний батальйон у складі 177-го запасного полку передислокувався на фронт в район Двінська. Васильєв брав участь в боях під Двинськом, був поранений в рукопашній атаці, потрапив в госпіталь. 5-го серпня переведений в Петроград, в 4-у роту 2-го батальйону Ізмайловського полку єфрейтором кулеметного розрахунку. Дослужився до унтер-офіцера.
У 1917 р — командир кулеметної районної дружини робочої міліції Петрограда. 25 березня 1917 року — за рекомендацією Мехоношин К. А. зарахований в актив «Воєнки» і призначений Невським В. І. як агітатор і пропагандист в солдатському клубі «Правда». 21 квітня 1917 року — переведений в ЦК партії і призначений старшим рухомий групи з охорони В. І. Леніна і членів ЦК РСДРП(б).6 липня 1917 року, під час збройного конфлікту з Тимчасовим урядом був заарештований і ув'язнений у Петропавловській фортеці. звільнений 28 липня 1917 р.
11 серпня 1917 року — старший 3-ї групи дружини з охорони делегатів VI з'їзду РСДРП (б), заступник командира, з 19 жовтня 1917 року — командир 2-го зведеного загону Червоної гвардії при ЦК РСДРП(б). В Наприкінці березня 1918 р за розпорядженням Головного штабу формував 2-й Петроградський загін (1-й Нарвський полк), яким командував до кінця Громадянської війни в 1922 році.
У 1919 році обраний делегатом VIII з'їзду РКП (б). З травня 1920-го — комісар 5-го, потім 255-го Китайського стрілецького полку 85-ї бригади, 29-ї дивізії. У березні 1921 р. — делегат X з'їзду РКП(б). Брав участь у придушенні Кронштадтського заколоту як комісар 32-ї бригади Рейснера Зведеної дивізії П. Ю. Дибенко. З 1921 по 1924 рр. — Комісар 85-ї бригади, 29-ї дивізії в м. Києві.
У 1924—1928 роках навчався в 5-й групі на основному (командному) факультеті Військової академії РСЧА ім. Фрунзе. Був секретарем об'єднаного Центрального партійного бюро академій Москви: академії РСЧА ім. Фрунзе, Східного факультету академії РККА, Вищих військово-академічних курсів, Господарської академії ім. Плеханова.
З 1928 по 1931 рік — Командир-комісар 4-го Червонопрапорного стрілецького Туркестанського полку (м Коканд), потім — командир 2-ї Туркестанської стрілецької дивізії. У лютому — обраний членом ЦК на IV з'їзді Комуністичної партії Узбекистану. З січня 1931 по серпень 1933 рр. — Військовий аташе при представництві СРСР в Афганістані після В. М. Примакова. Керівник резидентури «А-3», позивний «Гассан». З вересня 1933 по лютий 1938 рр. — Начальник розвідувального відділу штабу Середньоазіатського військового округу після К. А. Батманова.
У 1938 році був заарештований і звинувачений в шпигунстві на користь розвідок іноземних держав. Засуджений на 10 років таборів, відбував покарання в Казахстані.
В кінці 1942 р. був викликаний в м Москву, де йому запропонували «спокутувати провину кров'ю», з подальшою реабілітацією — відправитися на фронт зі зниженим званням, як командир підрозділу. З 1943 по 1944 рр. — заступник командира 66-ї стрілецької дивізії, полковник. Був поранений в бою, лікувався в госпіталі.
З 17 лютого 1944 по 11 травня 1945 рр. — командир 138-ї Карпатської орденів Червоного Прапора і Суворова стрілецької дивізії, в складі 17-го гвардійського стрілецького корпусу, 18-ї армії, 4-го Українського фронту, полковник.
Учасник Параду Перемоги 24 червня 1945 року в Москві на Красній площі.
З 1945 по 1946 роки — командир 50-ї стрілецької дивізії, генерал-майор. З 1946 р по вересень 1948 року — командир 27-ї механізованої дивізії. З вересня 1948 р по 1952 р — командир 73-го стрілецького корпусу, змінив на цій посаді Батицького П. Ф. З 1952 по 1960 роки — заступник командувача з бойової підготовки військ Прикарпатського військового округу, генерал-лейтенант.
Після відставки за станом здоров'я і виходу на пенсію жив в м. Києві в Печерському районі на бул. Дружби Народів, 21. Член Київського міськкому компартії. Був главою ради старих більшовиків при обласному Будинку офіцерів і київській філії Центрального музею В. І. Леніна. Делегат XXV з'їзду КПРС і XXIV з'їзду КПУ. Помер 22 жовтня 1981 року в Києві. Похований на Байковому кладовищі м. Києва.